# Grote populierenboktor

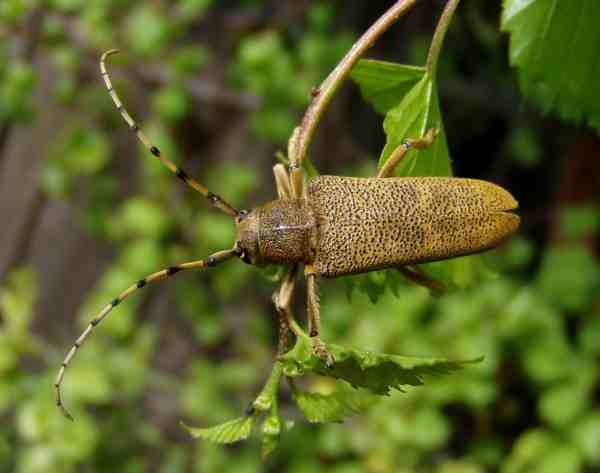
De zwarte putjes en de segmenten van de antennes springen in het oog

De grote populierenboktor (Saperda carcharias) is een kever uit de familie van de boktorren (Cerambycidae).

## Beschrijving
De boktor heeft een lengte van 20 tot 30 millimeter exclusief de antennes die iets langer zijn dan het lichaam. De kleur is geelachtig, maar door de vele kleine maar vrij diepe onregelmatige zwarte putjes op de dekschilden en het halsschild doet de kleur meer bruin aan. De antennes zijn duidelijk gesegmenteerd en hebben bij ieder segment een donkere kleur waardoor een bandering ontstaat. Over het hele lichaam, vooral aan de onderzijde, is een gele tot grijze beharing aanwezig, maar de voelsprieten hebben een meer grijsblauwe beharing.
Er is ook een kever met de naam kleine populierenboktor (Saperda populnea), deze soort blijft echter altijd kleiner, 9 tot 15 millimeter. Daarnaast is de kleine populierenbok donkerder tot zwart en heeft drie tot vijf gele vlekken op ieder dekschild, die bij de grote populierenbok ontbreken.

## Algemeen
De grote populierenbok is te zien van juli tot november, de kevers vreten van de bladeren van de populier waardoor er gaten in ontstaan. De kever is schemeractief en vliegt na zonsondergang in de kruin van de boom. Aan het eind van de zomer worden de eitjes gelegd in de schors van de stam. Het vrouwtje zet ze een voor een af in een dwarsgroef die ze geknaagd heeft. Als de larven uitkomen, leven ze het eerste jaar nog van de schors. Pas in het tweede jaar eten ze gangen in het hout en knagen ze uiteindelijk een kamertje uit waarin de verpopping plaatsvindt. De larve is geelwit van kleur met een meer naar oranje neigende kop en halsschild, de kop is klein en moeilijk te zien. Het lichaam is sterk gesegmenteerd, heeft een lichte beharing en kan tot ruim 3 centimeter lang worden.
De grote populierenbok komt voor in een zeer groot deel van Europa, tot in Scandinavië toe, en is ook in Nederland en België vrij algemeen. Door de nachtelijke levenswijze worden ze overdag zelden waargenomen, maar op zomeravonden zijn de kevers soms te zien omdat ze op licht af komen.

## Schade aan populieren
De larve is vanwege zijn voedselvoorkeur voor hout van levende populieren schadelijk, omdat de gangen de boom verzwakken waardoor deze makkelijker omwaait. Ook tasten de gangen de gezondheid van de boom aan waardoor de bladeren kunnen vergelen. Het is echter vaak moeilijk te zien of een boom is aangetast, alleen de uitvlieggaten van de kever zijn een aanwijzing maar dan is het al te laat. De uitvlieggaten zijn te herkennen aan hun grootte en de grove boorspaanders.